# Opperhoofd
Opperhoofd est un mot néerlandais (pluriel Opperhoofden) qui signifie littéralement « tête suprême ». L'équivalent danois est Opperhoved.
En néerlandais moderne, Opperhoofd demeure utilisé pour un chef tribal indigène (comme le Sachem des amérindiens d'Amérique du Nord) et, malgré l'étymologie superlative, peut être appliqué à différents chefs dans une seule communauté indigène.
C'est également le nom du dirigeant de l'île artificielle de Dejima qui abritait le comptoir commercial néerlandais dans le port de Nagasaki au Japon.
Il existe également un usage plus historique et formel comme titre gubernatorial, comparable au Chief factor anglais, pour l'officier-chef exécutif d'une « factorerie» hollandaise (dans le sens « of trading post, as lead by a Factor », i.e. agent).